# Bartın (Provinz)

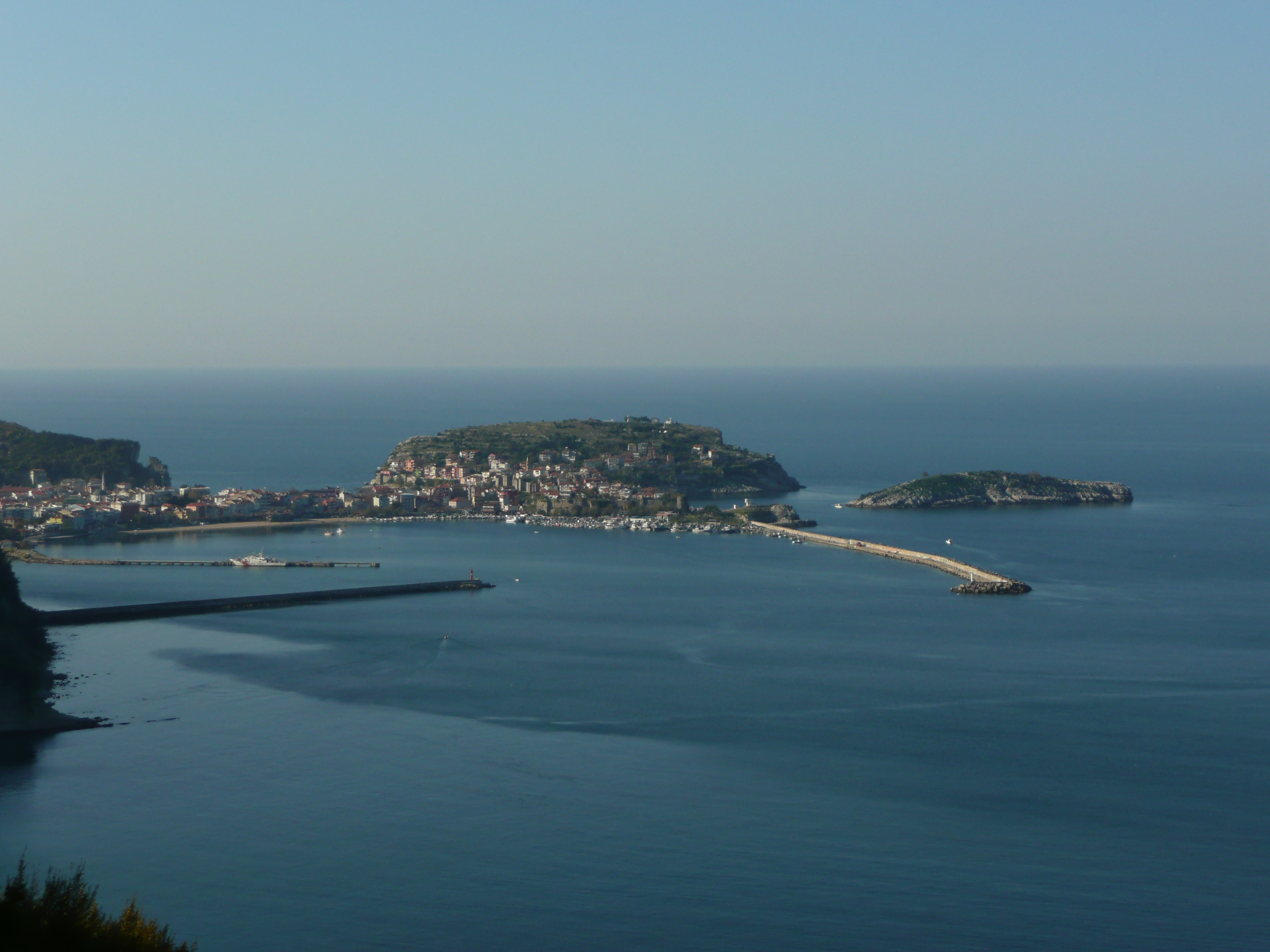
Amasra

Bartın ist eine Provinz der Türkei am Schwarzen Meer. Ihre Hauptstadt ist die gleichnamige Stadt Bartın.
Bartın wurde 1991 aus der Provinz Zonguldak ausgegliedert (Gesetz Nr. 3760). Sie besteht aus vier Kreisen, acht Gemeinden und 263 Dörfern.
Die Provinz hat über 203.000 Einwohner (Stand: Ende 2022) auf einer Fläche von 2330 km². Sie grenzt im Westen an die Provinz Zonguldak, im Osten an Kastamonu und im Süden an Karabük. Amasra, Kurucaşile und vor allem der Inkumu-Strand sind Tourismuszentren für Einheimische und in den letzten Jahren auch für ausländische Gäste.

## Verwaltungsgliederung
| Kreis- code 1  | Landkreis      | Fläche 2 (km²) | Bevölkerung (2020) 3 | Bevölkerung (2020) 3       | Anzahl der Einheiten   | Anzahl der Einheiten  | Anzahl der Einheiten | Dichte (Ew./km²) | städt. Anteil (in %) | Sex Ratio 4 | Grün- dungs- da- tum 5, 6 |
| Kreis- code 1  | Landkreis      | Fläche 2 (km²) | Landkreis (İlçe)     | Verwal- tungssitz (Merkez) | Gemein- den (Belediye) | Stadt- viertel (Mah.) | Dörfer (Köy)         | Dichte (Ew./km²) | städt. Anteil (in %) | Sex Ratio 4 | Grün- dungs- da- tum 5, 6 |
| -------------- | -------------- | -------------- | -------------------- | -------------------------- | ---------------------- | --------------------- | -------------------- | ---------------- | -------------------- | ----------- | ------------------------- |
| 1761           | Amasra         | 178            | 13.852               | 5.988                      | 1                      | 4                     | 30                   | 77,8             | 43,23                | 974         | 1987                      |
| 1172           | Bartın Merkez  | 1.091          | 161.830              | 84.626                     | 3                      | 28                    | 137                  | 148,3            | 58,12                | 1022        | 1991                      |
| 1496           | Kurucaşile     | 152            | 6.337                | 1.923                      | 1                      | 4                     | 28                   | 41,7             | 30,35                | 956         | 1957                      |
| 1701           | Ulus           | 909            | 21.332               | 3.796                      | 3                      | 13                    | 68                   | 23,5             | 39,80                | 999         | 1944                      |
| PROVINZ Bartın | PROVINZ Bartın | 2.330          | 203.351              |                            | 8                      | 49                    | 263                  | 87,3             | 54,32                | 1014        |                           |

## Bevölkerung
Zum Zensus 2011 betrug das Durchschnittsalter in der Provinz 35,4 Jahre (Landesdurchschnitt: 29,60), wobei die weibliche Bevölkerung durchschnittlich 1,4 Jahre älter als die männliche war (36,1 — 34,7).

### Bevölkerungsentwicklung
Nachfolgende Tabelle zeigt die jährliche Bevölkerungsentwicklung am Jahresende nach der Fortschreibung durch das 2007 eingeführte adressierbare Einwohnerregister (ADNKS). Außerdem sind die Bevölkerungswachstumsrate und das Geschlechterverhältnis (Sex Ratio d. h. Anzahl der Frauen pro 1000 Männer) aufgeführt.

Der Zensus von 2011 ermittelte 187.129 Einwohner, das sind knapp 3.000 Einwohner mehr als beim Zensus 2000.

| Jahr   | Bevölkerung am Jahresende | Bevölkerung am Jahresende | Bevölkerung am Jahresende | Wachstums- rate der Be- völkerung (in %) | Geschlechter verhältnis (Frauen auf 1000 Männer) | Rang (unter den 81 Provinzen) |
| Jahr   | gesamt                    | männlich                  | weiblich                  | Wachstums- rate der Be- völkerung (in %) | Geschlechter verhältnis (Frauen auf 1000 Männer) | Rang (unter den 81 Provinzen) |
| ------ | ------------------------- | ------------------------- | ------------------------- | ---------------------------------------- | ------------------------------------------------ | ----------------------------- |
| 2022   | 203.351                   | 100.969                   | 102.382                   | 0,81                                     | 1014                                             | 74                            |
| 2021   | 201.711                   | 99.960                    | 101.751                   | 1,37                                     | 1018                                             | 74                            |
| 2020   | 198.979                   | 98.451                    | 100.528                   | 0,37                                     | 1021                                             | 74                            |
| 2019   | 198.249                   | 97.908                    | 100.341                   | −0,38                                    | 1025                                             | 74                            |
| 2018   | 198.999                   | 98.913                    | 100.086                   | 2,80                                     | 1012                                             | 74                            |
| 2017   | 193.577                   | 95.760                    | 97.817                    | 0,62                                     | 1021                                             | 74                            |
| 2016   | 192.389                   | 95.131                    | 97.258                    | 0,88                                     | 1022                                             | 74                            |
| 2015   | 190.708                   | 94.138                    | 96.570                    | 0,69                                     | 1026                                             | 74                            |
| 2014   | 189.405                   | 93.206                    | 96.199                    | 0,14                                     | 1032                                             | 74                            |
| 2013   | 189.139                   | 93.422                    | 95.717                    | 0,37                                     | 1025                                             | 75                            |
| 2012   | 188.436                   | 92.922                    | 95.514                    | 0,61                                     | 1028                                             | 74                            |
| 2011   | 187.291                   | 91.841                    | 95.450                    | −0,25                                    | 1039                                             | 74                            |
| 2010   | 187.758                   | 91.953                    | 95.805                    | −0,37                                    | 1042                                             | 73                            |
| 2009   | 188.449                   | 92.808                    | 95.641                    | 1,66                                     | 1031                                             | 73                            |
| 2008   | 185.368                   | 90.419                    | 94.949                    | 1,78                                     | 1050                                             | 73                            |
| 2007   | 182.131                   | 88.784                    | 93.347                    | —                                        | 1051                                             | 72                            |
| 2000 1 | 184.178                   | 87.211                    | 96.967                    |                                          | 1112                                             |                               |

### Bevölkerungszahlen der Landkreise
Die Werte von 2000 basieren auf den Volkszählungen, die restlichen (2007–2022) sind Bevölkerungsangaben am Jahresende, ermittelt durch die Fortschreibung im 2007 eingeführten Einwohnerregister (ADNKS)
| Landkreis       | 2000    | 2007    | 2008    | 2009    | 2010    | 2011    | 2012    | 2013    | 2014    | 2015    |
| --------------- | ------- | ------- | ------- | ------- | ------- | ------- | ------- | ------- | ------- | ------- |
| Amasra          | 16.122  | 15.199  | 15.641  | 15.481  | 15.364  | 15.143  | 15.284  | 15.341  | 15.376  | 15.067  |
| Merkez          | 130.492 | 135.051 | 137.612 | 140.981 | 141.193 | 141.802 | 143.262 | 144.273 | 145.230 | 147.472 |
| Kurucaşile0     | 8.742   | 7.593   | 7.657   | 7.672   | 7.553   | 7.322   | 7.210   | 7.059   | 6.844   | 6.759   |
| Ulus            | 28.822  | 24.288  | 24.458  | 24.315  | 23.648  | 23.024  | 22.680  | 22.466  | 21.955  | 21.410  |
| Summe Provinz00 | 184.178 | 182.131 | 185.368 | 188.449 | 187.758 | 187.291 | 188.436 | 189.139 | 189.405 | 190.708 |

| Landkreis       | 2016    | 2017    | 2018    | 2019    | 2020    | 2021    | 2022    |
| --------------- | ------- | ------- | ------- | ------- | ------- | ------- | ------- |
| Amasra          | 14.984  | 14.867  | 14.776  | 14.151  | 14.262  | 14.086  | 13.852  |
| Merkez          | 149.613 | 151.289 | 155.016 | 155.765 | 156.551 | 159.811 | 161.830 |
| Kurucaşile0     | 6.676   | 6.521   | 6.874   | 6.621   | 6.475   | 6.424   | 6.337   |
| Ulus            | 21.116  | 20.900  | 22.333  | 21.712  | 21.691  | 21.390  | 21.332  |
| Summe Provinz00 | 192.389 | 193.577 | 198.999 | 198.249 | 198.979 | 201.711 | 203.351 |